# Lista de prefeitos e vereadores de Carira
Lista de políticos do município sergipano de Carira.

## Prefeitos
Abaixo, a lista de prefeitos de Carira e seus respectivos períodos de mandato, conforme registro do Tribunal Regional Eleitoral de Sergipe (TRE-SE) e publicações históricas (livros) Resultado das Eleições Municipais em Sergipe” – Edição Histórica – Vol I -  1947 a 1996 & Resultado das Eleições Municipais em Sergipe” – Edição Histórica – Vol II - 2000 a 2012.
| #                     | #  | Nome                        | Partido | Início do mandato       | Fim do mandato          | Observações                              |
| --------------------- | -- | --------------------------- | ------- | ----------------------- | ----------------------- | ---------------------------------------- |
|                       | 1  | Olimpio Rabelo de Morais    | UDN     | 6 de fevereiro de 1955  | 31 de janeiro de 1959   | Prefeito eleito                          |
|                       | 2  | Antonio Conrado de Souza    | UDN     | 1º de fevereiro de 1959 | 30 de janeiro de 1963   | Prefeito eleito                          |
|                       | 3  | Antonio Dutra Sobrinho      | PTB     | 31 de janeiro de 1963   | 12 de junho de 1964     | Prefeito eleito                          |
|                       | 4  | João Alves Evangelista      | UDN     | 12 de junho de 1964     | 21 de fevereiro de 1965 | Prefeito eleito                          |
|                       | 5  | Tenente José Rosa de Araújo | ARENA   | 22 de fevereiro de 1965 | 29 de março de 1967     | Prefeito eleito                          |
|                       | 6  | Aroaldo Chagas              | ARENA   | 30 de março de 1967     | 30 de janeiro de 1971   | Prefeito eleito                          |
|                       | 7  | Jercílio Soares de Lima     | ARENA   | 31 de janeiro de 1971   | 30 de janeiro de 1973   | Prefeito eleito                          |
|                       | 8  | Aroaldo Chagas              | ARENA   | 30 de janeiro de 1973   | 14 de fevereiro de 1974 | Prefeito eleito                          |
|                       | 9  | João Antonio da Paixão      | ARENA   | 16 de fevereiro de 1974 | 5 de maio de 1974       | Vice-prefeito no cargo de titular        |
|                       | 10 | Mauro Rodrigues dos Santos  | ARENA   | 6 de maio de 1974       | 31 de janeiro de 1977   | Presidente da Câmara no cargo de titular |
|                       | 11 | Maria Neuza Alves Chagas    | ARENA   | 1° de fevereiro de 1977 | 31 de janeiro de 1983   | Prefeito eleito                          |
|                       | 12 | João Bosco Machado          | PDS     | 1° de fevereiro de 1983 | 31 de dezembro de 1988  | Prefeito eleito                          |
|                       | 13 | José Augusto Dutra          | PFL     | 1° de janeiro de 1989   | 31 de dezembro de 1992  | Prefeito eleito                          |
|                       | 14 | João Bosco Machado          | PFL     | 1° de janeiro de 1993   | 31 de dezembro de 1996  | Prefeito eleito                          |
|                       | 15 | Arodoaldo Chagas            | PSDB    | 1° de janeiro de 1997   | 31 de dezembro de 2000  | Prefeito eleito                          |
|                       | 16 | João Bosco Machado          | PFL     | 1° de janeiro de 2001   | 31 de dezembro de 2004  | Prefeito eleito                          |
|                       | 17 | João Bosco Machado          | PFL     | 1° de janeiro de 2005   | 31 de dezembro de 2008  | Prefeito reeleito                        |
|                       | 18 | Gilma Araújo Santos Chagas  | PSC     | 1° de janeiro de 2009   | 31 de dezembro de 2012  | Prefeito eleito                          |
|                       | 19 | Diogo Menezes Machado       | PSD     | 1º de janeiro de 2013   | 31 de dezembro de 2016  | Prefeito eleito                          |
|                       | 20 | Arodoaldo Chagas            | PSC     | 1º de janeiro de 2017   | 31 de dezembro de 2020  | Prefeito eleito                          |
|                       | 21 | Diogo Menezes Machado       | PSD     | 1º de janeiro de 2021   | 31 de dezembro de 2024  | Prefeito eleito                          |
| 1° de janeiro de 2025 | 21 | Diogo Menezes Machado       | PSD     | Atualidade              | Prefeito reeleito       |                                          |

## Vereadores
Abaixo, a lista de vereadores eleitos e suas respectivas legislaturas, conforme registro do Tribunal Regional Eleitoral de Sergipe (TRE-SE) e publicações históricas (livros) Resultado das Eleições Municipais em Sergipe” – Edição Histórica – Vol I -  1947 a 1996 & Resultado das Eleições Municipais em Sergipe” – Edição Histórica – Vol II - 2000 a 2012.

### Legenda
| Cor  | Significado          |
| Bege | Presidente da Câmara |
| Azul | Suplente             |

### 17ª Legislatura (2021–2024)[18]
Estes são os vereadores eleitos na eleições de 15 de novembro de 2020, pelo período de 1° de janeiro de 2021 a 31 de dezembro de 2024:
|    | Nome                                                   | Partido                          | Votos | %    | Observações |
| -- | ------------------------------------------------------ | -------------------------------- | ----- | ---- | ----------- |
| 1  | José Erivaldo dos Reis, Erivaldo de Valmir             | Progressistas (PP)               | 826   | 6,39 | 2º mandato  |
| 2  | Adenildo Francisco Filho, Peninha da Farmácia          | Partido Social Democrático (PSD) | 663   | 5,13 | 2º mandato  |
| 3  | Isael Paulino Porfiro da Silva, Isael do Gás           | Partido Social Democrático (PSD) | 652   | 5,04 | 3º mandato  |
| 4  | José Alves de Jesus, Zé Alves                          | Partido Social Cristão (PSC)     | 622   | 4,81 | 2º mandato  |
| 5  | Pedro Almeida Passos, Pedro do Banco (2021-2022)       | Partido dos Trabalhadores (PT)   | 610   | 4,72 | 1º mandato  |
| 6  | José Iran da Silva, Iran Gonçalves                     | Partido Social Democrático (PSD) | 594   | 4,59 | 1º mandato  |
| 7  | Maria Márcia Gardenia Santos, Gardenia do Altos Verdes | Partido Social Cristão (PSC)     | 555   | 4,29 | 2º mandato  |
| 8  | Edinaldo da Silva, Naldinho do Sindicato               | Partido Social Cristão (PSC)     | 538   | 4,16 | 3º mandato  |
| 9  | Josymario dos Santos, Josymario de Carlito do Foto     | Cidadania                        | 511   | 3,95 | 1º mandato  |
| 10 | José Eraclito Ferreira, Zé de Eraclito                 | Partido Social Democrático (PSD) | 505   | 3,91 | 2º mandato  |
| 11 | Juliano Aparecido da Silva, Toquinho das Cutias        | Republicanos                     | 305   | 2,36 | 2º mandato  |

### 16ª Legislatura (2017–2020)[13]
Estes são os vereadores eleitos na eleições de 2 de outubro de 2016, pelo período de 1° de janeiro de 2017 a 31 de dezembro de 2020.
Em 9 de junho de 2017, seis meses após o início da 16ª Legislatura, o Presidente da Câmara Municipal de Carira, Jailton Martins de Carvalho (Jailton do Preá) e o assessor parlamentar e motorista, José Valter, foram mortos a tiros. Quatro dias mais tarde, em 13 de junho de 2017, o vereador suplente José Erinaldo da Conceição Teixeira (Erinaldo Sapateiro) foi empossado na vaga.
Em 17 de outubro de 2020, dois meses antes do encerramento da 16ª Legislatura, o Presidente da Câmara Municipal de Carira, Valdemar Gomes Alves (Demar das Cutias), faleceu aos 64 anos vítima da COVID-19. Três dias mais tarde, em 20 de outubro de 2020, a vereadora suplente Amanda Mara Souza Chagas (Amanda Chagas) foi empossada na vaga. 
|    | Nome                                                        | Partido                                            | Votos | %    | Observações                            |
| -- | ----------------------------------------------------------- | -------------------------------------------------- | ----- | ---- | -------------------------------------- |
| 1  | José Eraclito Ferreira, Zé de Eraclito                      | Partido Trabalhista do Brasil (PTdoB)              | 804   | 6,01 | 1º mandato                             |
| 2  | Isael Paulino Porfiro da Silva, Isael do Gás                | Partido Democrático Trabalhista (PDT)              | 800   | 5,98 | 2º mandato                             |
| 3  | Maria Márcia Gardenia Santos, Gardenia do Altos Verdes      | Partido Social Cristão (PSC)                       | 744   | 5,57 | 1º mandato                             |
| 4  | Jailton Martins de Carvalho, Jailton do Preá (01 a 06.2017) | Partido Progressista (PP)                          | 734   | 5,49 | 3º mandato. Falecido durante o mandato |
| 5  | José Alves de Jesus, Zé Alves                               | Partido do Movimento Democrático Brasileiro (PMDB) | 709   | 5,30 | 1º mandato                             |
| 6  | Adenildo Francisco Filho, Peninha da Farmácia               | Partido Social Cristão (PSC)                       | 688   | 5,15 | 1º mandato                             |
| 7  | Edinaldo da Silva, Naldinho do Sindicato                    | Partido Social Democrático (PSD)                   | 595   | 4,45 | 2º mandato                             |
| 8  | Terezinha de Lima Souza, Terezinha de Zé Campos             | Partido Democrático Trabalhista (PDT)              | 583   | 4,36 | 4º mandato                             |
| 9  | Valdemar Gomes Alves, Demar (2017-2020)                     | Partido Social Cristão (PSC)                       | 549   | 4,11 | 7º mandato. Falecido durante o mandato |
| 10 | José dos Reis Neto, Reizinho                                | Partido Ecológico Nacional (PEN)                   | 548   | 4,10 | 1º mandato                             |
| 11 | Lourdes Araújo Barreto de Almeida, Lurdinha de Barretinho   | Partido Social Democrático (PSD)                   | 529   | 3,96 | 4º mandato                             |
| −  | José Erinaldo da Conceição Teixeira, Erinaldo Sapateiro     | Partido Trabalhista Cristão (PTC)                  | 332   | 2,48 | 1º mandato. Suplente de Jailton        |
| −  | Amanda Mara Souza Chagas                                    | Partido Social Cristão (PSC)                       | 188   | 1,41 | 1º mandato. Suplente de Demar          |

### 15ª Legislatura (2013–2016)[27]
Estes são os vereadores eleitos nas eleições de 7 de outubro de 2012:
| Nome                           | Início do mandato     | Fim do mandato         | Partido |
| ------------------------------ | --------------------- | ---------------------- | ------- |
| José Erivaldo dos Reis         | 1° de janeiro de 2013 | 31 de dezembro de 2016 | PSB     |
| Edinaldo da Silva              | 1° de janeiro de 2013 | 31 de dezembro de 2016 | PSD     |
| Juliano Aparecido da Silva     | 1° de janeiro de 2013 | 31 de dezembro de 2016 | PMDB    |
| Lourdes Araujo Barreto         | 1° de janeiro de 2013 | 31 de dezembro de 2016 | PSD     |
| Jailton Correia Santos         | 1° de janeiro de 2013 | 31 de dezembro de 2016 | PSD     |
| Valdemar Gomes Alves           | 1° de janeiro de 2013 | 31 de dezembro de 2016 | PTN     |
| Isael Paulino Porfiro Da Silva | 1° de janeiro de 2013 | 31 de dezembro de 2016 | PSD     |
| Salu de Almeida                | 1° de janeiro de 2013 | 31 de dezembro de 2016 | PTdoB   |
| Terezinha de Lima Souza        | 1° de janeiro de 2013 | 31 de dezembro de 2016 | PDT     |
| Jailton Martins de Carvalho    | 1° de janeiro de 2013 | 31 de dezembro de 2016 | PP      |
| José Pereira Barbosa           | 1° de janeiro de 2013 | 31 de dezembro de 2016 | PSC     |

### 14ª Legislatura (2009–2012)[28]
Estes são os vereadores eleitos nas eleições de 5 de outubro de 2008:
| Nome                         | Início do mandato     | Fim do mandato         | Partido |
| ---------------------------- | --------------------- | ---------------------- | ------- |
| José Alberto Silva           | 1° de janeiro de 2009 | 31 de dezembro de 2012 | PSC     |
| Jailton Martins de Carvalho  | 1° de janeiro de 2009 | 31 de dezembro de 2012 | PP      |
| Salu de Almeida              | 1° de janeiro de 2009 | 31 de dezembro de 2012 | PTdoB   |
| José Almeida Batista Gouveia | 1° de janeiro de 2009 | 31 de dezembro de 2012 | PSB     |
| Lourdes Araújo Barreto       | 1° de janeiro de 2009 | 31 de dezembro de 2012 | PSB     |
| José Pereira Barbosa         | 1° de janeiro de 2009 | 31 de dezembro de 2012 | PSC     |
| Terezinha de Lima Souza      | 1° de janeiro de 2009 | 31 de dezembro de 2012 | PDT     |
| José Valmir dos Reis         | 1° de janeiro de 2009 | 31 de dezembro de 2012 | PSC     |
| Valdemar Gomes Alves         | 1° de janeiro de 2009 | 31 de dezembro de 2012 | PTN     |

### 13ª Legislatura (2005–2008)[29]
Estes são os vereadores eleitos nas eleições de 3 de outubro de 2004:
| Nome                         | Início do mandato     | Fim do mandato         | Partido |
| ---------------------------- | --------------------- | ---------------------- | ------- |
| Geofrâncio de Jesus Reis     | 1° de janeiro de 2005 | 31 de dezembro de 2008 | PFL     |
| José Almeida Batista Gouveia | 1° de janeiro de 2005 | 31 de dezembro de 2008 | PP      |
| Nelma Maria de Jesus         | 1° de janeiro de 2005 | 31 de dezembro de 2008 | PMN     |
| Lourdes Araújo Barreto       | 1° de janeiro de 2005 | 31 de dezembro de 2008 | PV      |
| Salu de Almeida              | 1° de janeiro de 2005 | 31 de dezembro de 2008 | PTdoB   |
| Ricardo Chagas               | 1° de janeiro de 2005 | 31 de dezembro de 2008 | PL      |
| Antônio Fernandes Dorea      | 1° de janeiro de 2005 | 31 de dezembro de 2008 | PV      |
| José Adonil de Lima          | 1° de janeiro de 2005 | 31 de dezembro de 2008 | PV      |
| José Augusto de Lima         | 1° de janeiro de 2005 | 31 de dezembro de 2008 | PTdoB   |

### 12ª Legislatura (2001–2004)[30]
Estes são os vereadores eleitos nas eleições de 1º de outubro de 2000:
| Nome                         | Início do mandato     | Fim do mandato         | Partido |
| ---------------------------- | --------------------- | ---------------------- | ------- |
| Geofrâncio de Jesus Reis     | 1° de janeiro de 2001 | 31 de dezembro de 2004 | PFL     |
| Nelma Maria de Jesus         | 1° de janeiro de 2001 | 31 de dezembro de 2004 | PMDB    |
| José Almeida Batista Gouveia | 1° de janeiro de 2001 | 31 de dezembro de 2004 | PSDB    |
| Salu de Almeida              | 1° de janeiro de 2001 | 31 de dezembro de 2004 | PPS     |
| Agenilson Alves Cavalcante   | 1° de janeiro de 2001 | 31 de dezembro de 2004 | PSD     |
| José Carlos Bastos           | 1° de janeiro de 2001 | 31 de dezembro de 2004 | PFL     |
| José Adonil de Lima          | 1° de janeiro de 2001 | 31 de dezembro de 2004 | PSD     |
| Terezinha de Lima Souza      | 1° de janeiro de 2001 | 31 de dezembro de 2004 | PPB     |
| José Augusto de Lima         | 1° de janeiro de 2001 | 31 de dezembro de 2004 | PMDB    |
| José Francisco da Silva      | 1° de janeiro de 2001 | 31 de dezembro de 2004 | PSDB    |
| Antônio Fernandes Dorea      | 1° de janeiro de 2001 | 31 de dezembro de 2004 | PCdoB   |

### 11ª Legislatura (1997–2000)
Estes são os vereadores eleitos nas eleições de 3 de outubro de 1996:
| Nome                         | Início do mandato     | Fim do mandato         | Partido |
| ---------------------------- | --------------------- | ---------------------- | ------- |
| José Almeida Batista Gouveia | 1° de janeiro de 1997 | 31 de dezembro de 2000 | PSDB    |
| Valdemar Gomes Alves         | 1° de janeiro de 1997 | 31 de dezembro de 2000 | PSDB    |
| José Francisco da Silva      | 1° de janeiro de 1997 | 31 de dezembro de 2000 | PSDB    |
| José Valmir dos Reis         | 1° de janeiro de 1997 | 31 de dezembro de 2000 | PFL     |
| Antônio Cavalcante           | 1° de janeiro de 1997 | 31 de dezembro de 2000 | PFL     |
| José Carlos Bastos           | 1° de janeiro de 1997 | 31 de dezembro de 2000 | PFL     |
| Elso de Freitas Moisinho     | 1° de janeiro de 1997 | 31 de dezembro de 2000 | PSDB    |
| Geofrâncio de Jesus Reis     | 1° de janeiro de 1997 | 31 de dezembro de 2000 | PFL     |
| José Monteiro Neto           | 1° de janeiro de 1997 | 31 de dezembro de 2000 | PT      |
| Antônio Fernandes Dorea      | 1° de janeiro de 1997 | 31 de dezembro de 2000 | PCdoB   |
| José Paulo dos Santos        | 1° de janeiro de 1997 | 31 de dezembro de 2000 | PSD     |

### 9ª Legislatura (1989–1992)
Estes são os vereadores eleitos nas eleições de 15 de novembro de 1988:
| Nome                     | Início do mandato     | Fim do mandato         | Partido |
| ------------------------ | --------------------- | ---------------------- | ------- |
| Antônio Cavalcante       | 1° de janeiro de 1989 | 31 de dezembro de 1992 | PFL     |
| Arodoaldo Chagas         | 1° de janeiro de 1989 | 31 de dezembro de 1992 | PSDB    |
| Edimundo Batista de Lima | 1° de janeiro de 1989 | 31 de dezembro de 1992 | PFL     |
| Edivaldo Bastos          | 1° de janeiro de 1989 | 31 de dezembro de 1992 | PFL     |
| João Antônio dos Santos  | 1° de janeiro de 1989 | 31 de dezembro de 1992 | PMDB    |
| José Adonil de Lima      | 1° de janeiro de 1989 | 31 de dezembro de 1992 | PDS     |
| José Augusto de Lima     | 1° de janeiro de 1989 | 31 de dezembro de 1992 | PDS     |
| José Carlos Bastos       | 1° de janeiro de 1989 | 31 de dezembro de 1992 | PFL     |
| José Francisco da Silva  | 1° de janeiro de 1989 | 31 de dezembro de 1992 | PSDB    |
| José Sebastião Filho     | 1° de janeiro de 1989 | 31 de dezembro de 1992 | PFL     |
| Valdemar Gomes Alves     | 1° de janeiro de 1989 | 31 de dezembro de 1992 | PL      |

### 8ª Legislatura (1983–1988)
Estes são os vereadores eleitos na eleições de 15 de novembro de 1982:
| Nome                     | Início do mandato       | Fim do mandato         | Partido |
| ------------------------ | ----------------------- | ---------------------- | ------- |
| Edvaldo Bastos           | 1° de fevereiro de 1983 | 31 de dezembro de 1988 | PFL     |
| João Pereira da Costa    | 1° de fevereiro de 1983 | 31 de dezembro de 1988 | PFL     |
| José Augusto de Lima     | 1° de fevereiro de 1983 | 31 de dezembro de 1988 | PDS     |
| José dos Santos Filho    | 1° de fevereiro de 1983 | 31 de dezembro de 1988 | PFL     |
| José Francisco da Silva  | 1° de fevereiro de 1983 | 31 de dezembro de 1988 | PFL     |
| José Sebastião Filho     | 1° de fevereiro de 1983 | 31 de dezembro de 1988 | PFL     |
| Silvam Alves de Oliveira | 1° de fevereiro de 1983 | 31 de dezembro de 1988 | PDS     |

### 7ª Legislatura
| Nome                         | Início do mandato       | Fim do mandato     | Partido |
| ---------------------------- | ----------------------- | ------------------ | ------- |
| Adolfo Dionizio dos Santos   | 1° de fevereiro de 1977 | 31 de janeiro 1983 | ARENA   |
| Agnaldo Francisco dos Santos | 1° de fevereiro de 1977 | 31 de janeiro 1983 | MDB     |
| José Barreto Filho           | 1° de fevereiro de 1977 | 31 de janeiro 1983 | ARENA   |
| José dos Santos Filho        | 1° de fevereiro de 1977 | 31 de janeiro 1983 | ARENA   |
| José Francisco da Silva      | 1° de fevereiro de 1977 | 31 de janeiro 1983 | ARENA   |
| José Santos                  | 1° de fevereiro de 1977 | 31 de janeiro 1983 | MDB     |
| Manoel Martins dos Santos    | 1° de fevereiro de 1977 | 31 de janeiro 1983 | MDB     |

### 6ª Legislatura
Durante o primeiro biênio da Câmara Municipal de Carira, o então prefeito Aroaldo Chagas (ARENA) falece vítima de acidente automobilístico e é substituído pelo vice-prefeito, João Antonio da Paixão (João Carira). Poucos dias depois após assumir a prefeitura de maneira definitiva, por problemas de saúde, João Carira se licencia do cargo de prefeito, sendo substituído durante cem dias pelo então presidente do Poder Legislativo municipal, Mauro Rodrigues dos Santos (Mauro de Jandira), que deste modo, tornou-se o 10º prefeito de Carira.
| Nome                       | Início do mandato     | Fim do mandato        | Partido |
| -------------------------- | --------------------- | --------------------- | ------- |
| Aderbal Vicente de Souza   | 30 de janeiro de 1973 | 31 de janeiro de 1977 | MDB     |
| Adolfo Dionizio dos Santos | 30 de janeiro de 1973 | 31 de janeiro de 1977 | ARENA   |
| Aduilson Simões de Almeida | 30 de janeiro de 1973 | 31 de janeiro de 1977 | MDB     |
| José Francisco da Silva    | 30 de janeiro de 1973 | 31 de janeiro de 1977 | ARENA   |
| Juarez de Lima Oliveira    | 30 de janeiro de 1973 | 31 de janeiro de 1977 | ARENA   |
| Manoel Martins dos Santos  | 30 de janeiro de 1973 | 31 de janeiro de 1977 | MDB     |
| Mauro Rodrigues dos Santos | 30 de janeiro de 1973 | 31 de janeiro de 1977 | ARENA   |

### 5ª Legislatura
| Nome                      | Início do mandato     | Fim do mandato        | Partido |
| ------------------------- | --------------------- | --------------------- | ------- |
| Antônio Marcos dos Santos | 31 de janeiro de 1971 | 30 de janeiro de 1973 | ARENA   |
| Conrado Manoel dos Santos | 31 de janeiro de 1971 | 30 de janeiro de 1973 | ARENA   |
| Gregorio Martins Nunes    | 31 de janeiro de 1971 | 30 de janeiro de 1973 | ARENA   |
| José Barreto Filho        | 31 de janeiro de 1971 | 30 de janeiro de 1973 | ARENA   |
| José Gonçalves dos Santos | 31 de janeiro de 1971 | 30 de janeiro de 1973 | ARENA   |
| José Maciel de Lima       | 31 de janeiro de 1971 | 30 de janeiro de 1973 | ARENA   |
| José Vieira Souza         | 31 de janeiro de 1971 | 30 de janeiro de 1973 | ARENA   |

### 3ª Legislatura
O período foi marcado por instabilidade política nacional que culminou, no dia 1º de abril de 1964, com um golpe militar e instauração de uma ditadura no Brasil. Em 12 de junho deste mesmo ano, através de ofício dirigido ao então prefeito Antonio Dutra Sobrinho (PTB), o Tenente Gilson Santos Dantas, chefe da equipe de investigações do governo militar, cassou o mandato do prefeito, vereadores e funcionários públicos.
| Nome                  | Início do mandato     | Fim do mandato      | Partido |
| --------------------- | --------------------- | ------------------- | ------- |
| Edon Reis             | 31 de janeiro de 1963 | 12 de junho de 1964 | PSD     |
| Maria Lima de Menezes | 31 de janeiro de 1963 | 12 de junho de 1964 | PSD     |

### 2ª Legislatura
| Nome                       | Início do mandato       | Fim do mandato        | Partido Político |
| -------------------------- | ----------------------- | --------------------- | ---------------- |
| João Alves Evangelista     | 1° de fevereiro de 1959 | 30 de janeiro de 1963 | UDN              |
| Marçal Vieira da Cruz      | 1° de fevereiro de 1959 | 30 de janeiro de 1963 | UDN              |
| João Antônio da Paixão     | 1° de fevereiro de 1959 | 30 de janeiro de 1963 | UDN              |
| Aduilson Simões de Almeida | 1° de fevereiro de 1959 | 30 de janeiro de 1963 | PTB              |
| João Pedro de Oliveira     | 1° de fevereiro de 1959 | 30 de janeiro de 1963 | PTB              |